# Statut von Marlborough
Das Statut von Marlborough ist ein englisches Gesetz, das im November 1267 nach dem Ende des Zweiten Kriegs der Barone erlassen wurde.
Nachdem auch das am 30. Oktober 1266 erlassene Dictum of Kenilworth den verzweifelten Kampf der Enterbten, den verbliebenen Anhängern der Reformpartei von Simon de Montfort, nicht beenden konnte, erließ König Heinrich III. das Statut von Marlborough. Das auf einer Parlamentsversammlung im November 1267 in Marlborough erlassene Gesetz bestand aus 29 Kapiteln und griff Elemente der Provisions of Oxford und der von Westminster auf, die vor dem Krieg der Barone von der Reformpartei erlassen worden waren. Es bestätigte die Magna Carta, doch vor allem regelte es Entschädigungen für kleinere Landbesitzer und enthielt Bestimmungen zu Beschlagnahmung und Landübertragung. Von großer Bedeutung war die nominelle Abschaffung des Heimfallrechts des Lehnsherrn, das auch für den König als obersten Lehnsherrn galt. Danach konnte ein Lehnsherr nur noch formal von dem Land seines verstorbenen Lehnsmannes Besitz ergreifen, um seine Lehnsherrschaft zu dokumentieren, faktisch blieb es im Besitz des Erben.
Die Kapitel IV und XV beschränkten das Recht von Gläubigern, den Grundbesitz von ihren Schuldnern zu besetzen. Obwohl sie in der Rechtspraxis lange überholt waren, wurden sie formal erst 2015 außer Kraft gesetzt. Kapitel I, nach dem Streitfragen um erlittene Schäden nur vor Gericht und nicht durch Fehde geklärt werden können, gilt weiterhin als gültiges britisches Recht.